# Abgeordnetenhaus (Mexiko)
Das mexikanische Abgeordnetenhaus (spanisch: Cámara de Diputados del Congreso General de los Estados Unidos Mexicanos oder auch nur Cámara de Diputados) ist eine der beiden Kammern des Kongresses der Union von Mexiko. Die andere Kammer bildet der Senat. Der Aufbau und die Aufgaben der beiden Kammern des Kongresses sind in den  Artikeln 50 bis 70 der mexikanischen Verfassung von 1917 festgelegt.

## Zusammensetzung
Das Abgeordnetenhaus besteht aus 500 Abgeordneten, die für drei Jahre nach einem Grabenwahlsystem gewählt werden.
Von den 500 Mitgliedern werden 300 direkt in ihren Wahlkreisen nach einem Mehrheitswahlsystem gewählt, die Wahl der anderen 200 erfolgt nach einem Verhältniswahlsystem in fünf Regionalwahlkreisen (Circunscripciones electorales de México) entsprechend den Stimmen, die auf die Liste entfielen, auf der sie kandidieren.
Von 1917 bis 2015 durften Abgeordnete bei der nächsten Wahl zum Abgeordnetenhaus nicht erneut antreten. Infolgedessen war das Abgeordnetenhaus eines der wenigen Gesetzgebungsorgane, die bei einer Wahl jedes Mal komplett erneuert wurden. Das war bei der Wahl im Jahr 2018 erstmals anders: Die Abgeordneten dürfen jetzt einmalig zur Wiederwahl kandidieren und müssen erst nach zwei aufeinander folgenden Legislaturperioden bei der nächsten Wahl aussetzen. Wahlen zum Kongress, die in der Mitte der sechsjährigen Amtszeit stattfinden werden elecciones intermedias (Zwischenwahlen) genannt.
Da die Ersatz-Abgeordneten zusammen mit den Abgeordneten gewählt werden, sind Nachwahlen selten.

## Geschichte
Eine Abschrift der Unabhängigkeitserklärung des mexikanischen Kaiserreichs erhielt die provisorische Regierung, später wurde sie in der Abgeordnetenkammer ausgestellt, bis das Gebäude 1909 durch einen Brand zerstört wurde.